# Niederberf

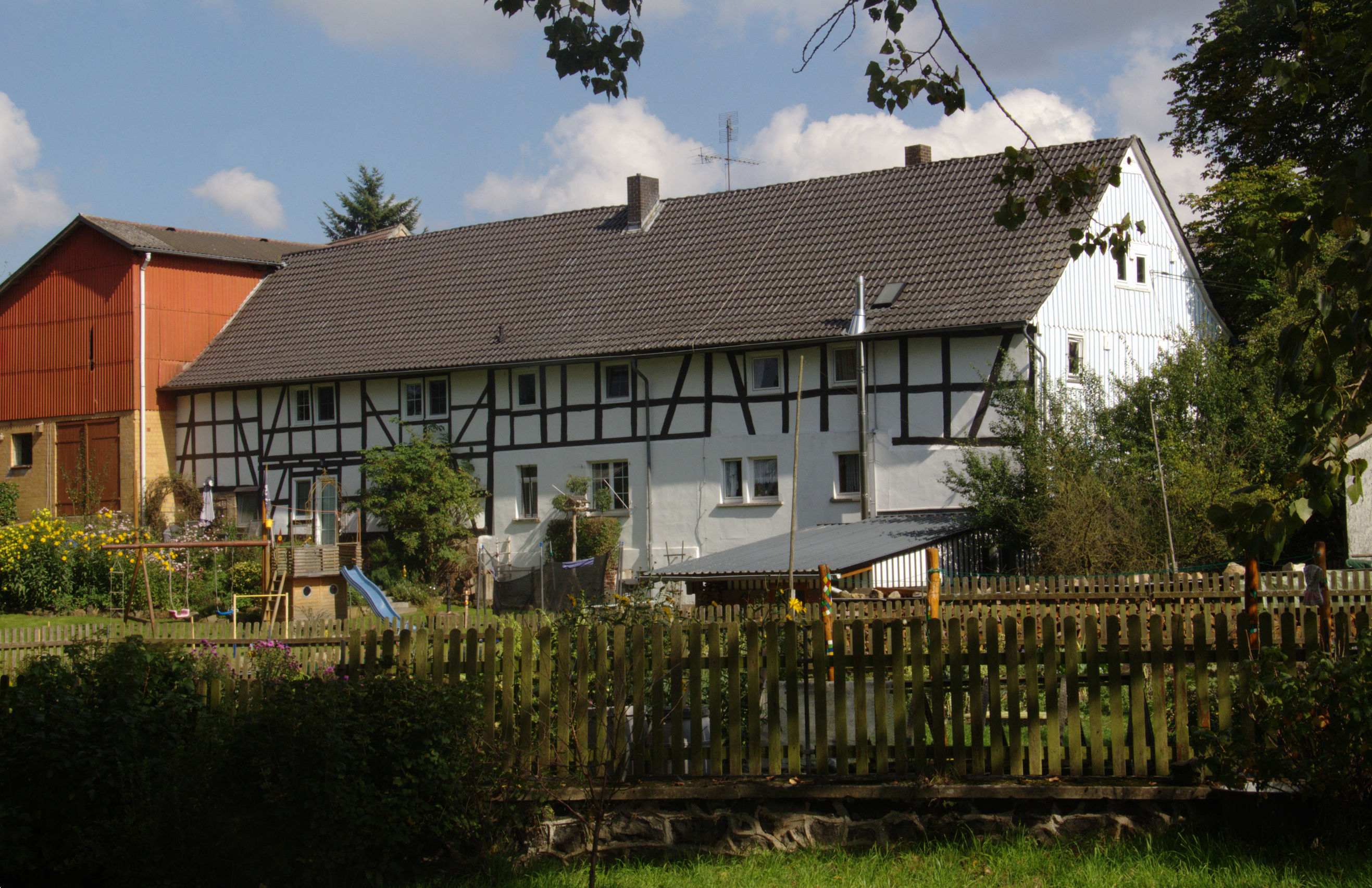
Berfmühle, Wohnhaus

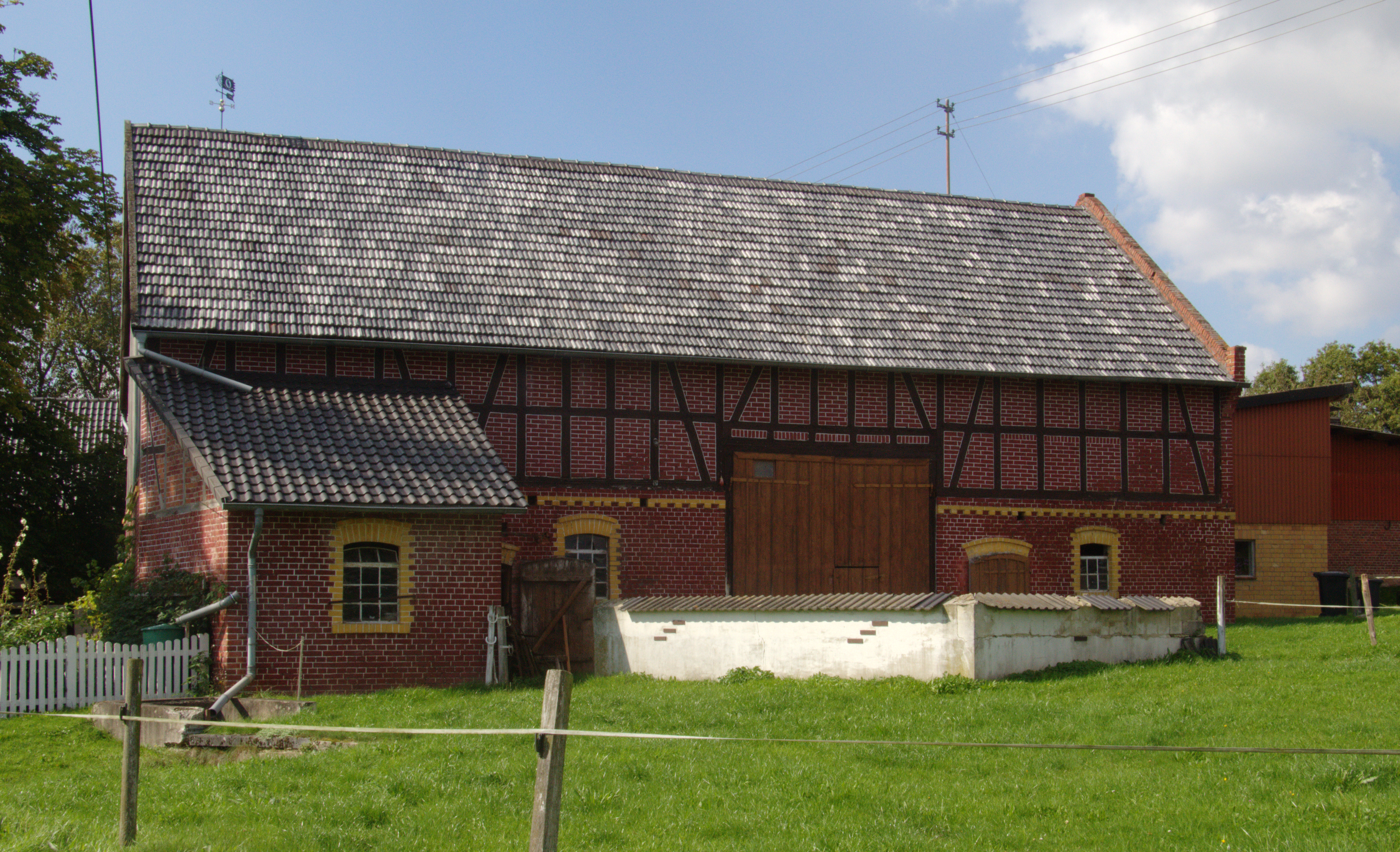
Berfmühle, Scheune

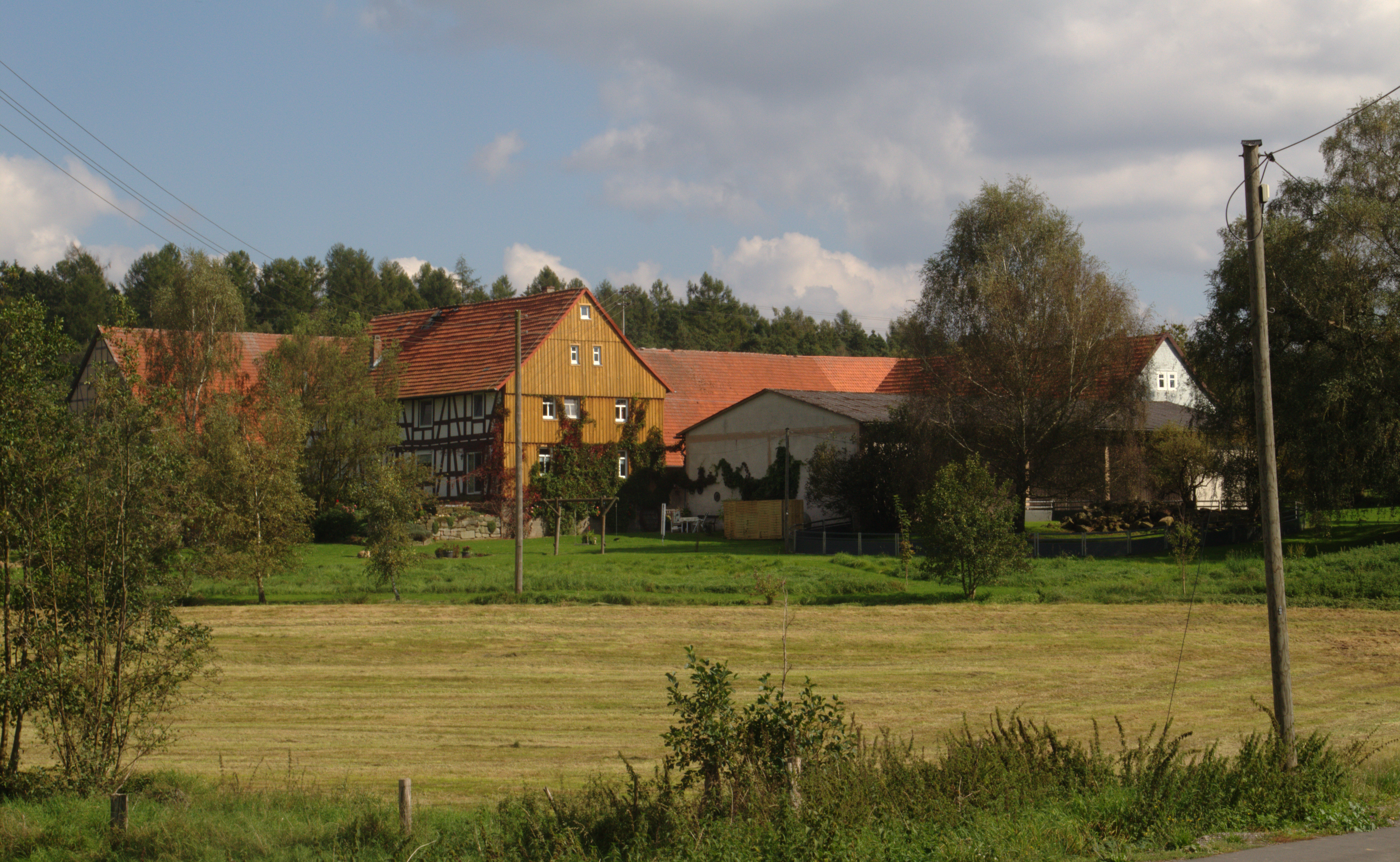
Berfhof

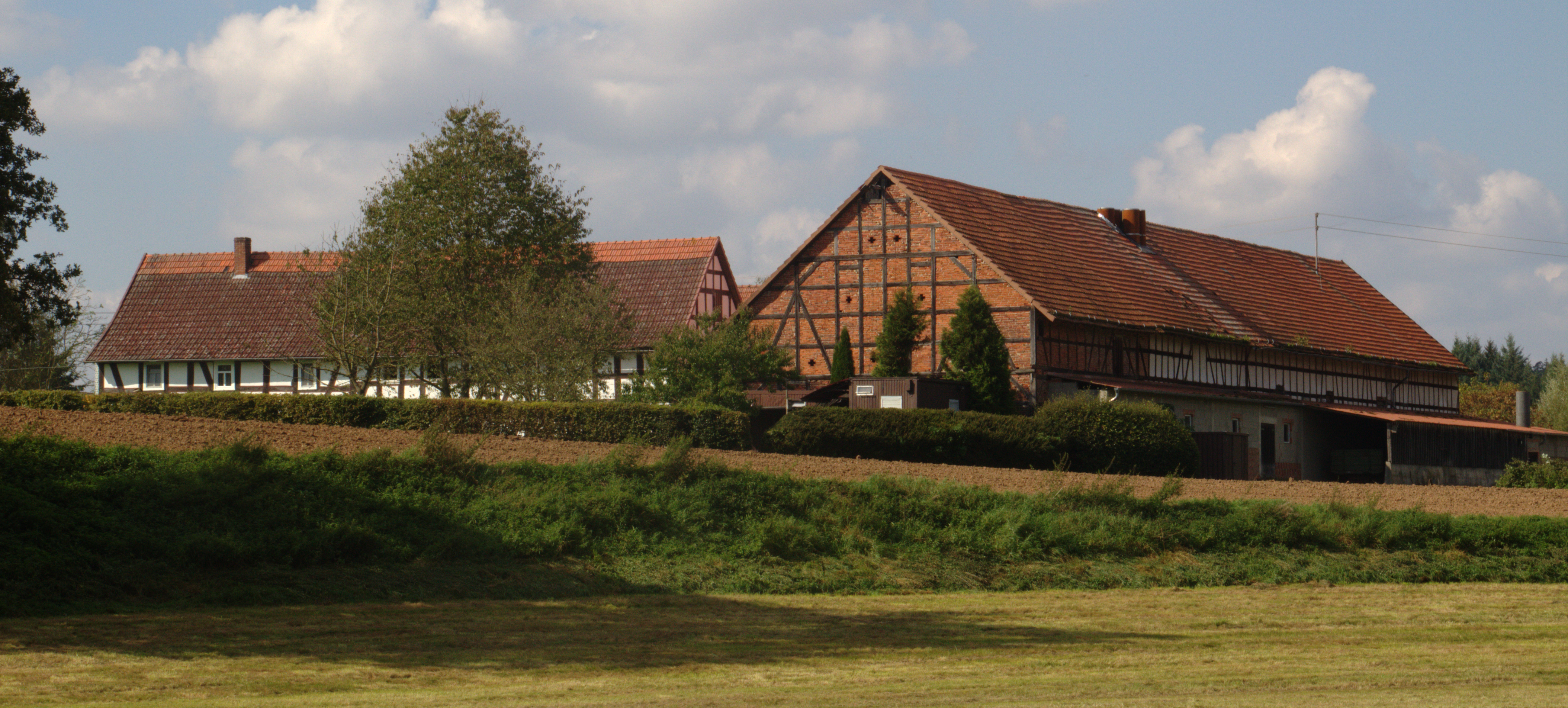
Berfhof

Niederberf, auch Nieder-Berf, ist eine teilweise wüst gefallene Siedlung etwa 1 Kilometer westnordwestlich von Hattendorf im heutigen Vogelsbergkreis in Nordhessen. Der heute dort befindliche Berfhof und die unweit westlich desselben gelegene ehemalige Berfmühle mit dem benachbarten sogenannten Kleinen Berfhof sind als Restsiedlung der partiellen Ortswüstung anzusehen.

## Geographische Lage
Die Siedlung lag in der Talaue der Berf auf 250–255 m Höhe über NHN, wohl beiderseits des kleinen Flusses, der hier in mehreren Schleifen durch das Tal mäandriert. Der heutige Berfhof liegt am linken Flussufer in einer rund 650 m weiten und ebenso tiefen Nordschleife (Lage), die Berfmühle und der Kleine Berfhof liegen etwa 500 m weiter westlich in der unmittelbar anschließenden Südschleife am rechten Ufer der Berf (Lage). Der einstige Mühlgraben, der in etwa 40–50 m Entfernung parallel zur Berf auf deren Nordseite die Berfhof-Schleife bis unterhalb der Mühle begleitete, liegt heute größtenteils trocken.
Etwa 200 m südlich des Berfhofs verläuft in Ost-West-Richtung die Landesstraße 3295 von Hattendorf nach Westen zur Bundesstraße 254, die hier von Alsfeld im Süden nach Schrecksbach und weiter nach Schwalmstadt-Ziegenhain führt. Die Kreisgrenze zwischen dem Vogelsbergkreis im Süden und dem Schwalm-Eder-Kreis im Norden verläuft unweit nördlich der drei Gehöfte.

## Geschichte
Die Siedlung lag in der damaligen Grafschaft Ziegenhain und bis 1360/67 im Amtsbereich des Gerichts auf den Wasen, danach des Gerichts Neukirchen. Sie wird im Jahre 1282 als „inferior Berfe“ in einer Urkunde des Klosters Immichenhain erstmals schriftlich erwähnt, als die Herren von Altenburg dem Kloster ihre dortigen Erbgüter übergaben. Später wird der Ortsname als „Nidernberfe“ und „Niedern Berff“ wiedergegeben. Das Kloster wurde allmählich zum beherrschenden Grundeigentümer am Ort, aber auch andere Adlige und geistliche Institutionen hatten noch lange Besitz oder Einkünfte in Nieder-Berf. 1293 verzichtete das Kloster Immichenhain gegenüber der 1278 gegründeten Johanniterkommende Grebenau auf strittige Güter zu Nieder-Berf, die Propst Herbord der Kommende verkauft hatte, und 1296 verpflichtete sich das Kloster, dem Ludwig genannt Mylchilin (wohl ein Schutzbar genannt Milchling) auf Lebenszeit ein Drittel des Zehnten zu entrichten, der von dem der sogenannten Kranichwiese gegenüber liegenden Ackerland zu Nieder-Berf anfiel. 1364/67 verpfändete die Abtei Hersfeld ihre Einkünfte von einem Beständer in Nieder-Berf dem Kloster Immichenhain; von dieser Gült waren die Sendherren der Abtei in Ottrau zu verköstigen.
Die Siedlung war nie sehr groß: Anfang der 1360er Jahre gab es lediglich acht Beständer in Nieder-Berf, von denen das Kloster Immichenhain jährliche Einkünfte bezog. Der Ort wurde im Jahre 1367, nunmehr mit sieben Beständern, noch als Dorf bezeichnet, schrumpfte in der Folgezeit jedoch allmählich zu einer Hofsiedlung, wohl auf Grund des schrittweisen Erwerbs eines Großteils, wenn nicht der gesamten Flur durch das Kloster Immichenhain. Spätestens im Jahre 1481 war der Ort, ausgenommen das Hofgut, wüst gefallen; in diesem Jahr gab der Propst von Immichenhain eine Bede von einigen Wüstungen, darunter auch Nieder-Berf.
Nachdem das Kloster Immichenhain nach der Einführung der Reformation in der Landgrafschaft Hessen (die Grafschaft Ziegenhain war 1450 an den Landgrafen gefallen) 1527 aufgelöst und sein Besitz an Landgraf Philipp gefallen war, belehnte dieser im Jahre 1538 seinen Kämmerer und Geheimen Rat Konrad Diede zum Fürstenstein zunächst mit der Hälfte des ehemaligen Klosterguts mitsamt Zubehör, d. h. den Höfen Volkershof und Niederberf. Die andere Hälfte diente anfangs zur Finanzierung von Hof- und Landesverwaltung sowie der laufenden Kosten der Pfarrei. Dieses Lehen wurde am 17. August 1544 erneuert und erweitert und umfasste nun das Klostergut samt Bauhof, das Dorf Immichenhain mit dem dortigen Weinzapf, den Volkershof sowie Einkünfte zu Leimbach, Neukirchen, Riebelsdorf, Holzburg sowie der Berfmühle, die damals direkt auf der Grenze der Gemarkungen von Alt-Hattendorf und Immichenhain lag, und dem Zehnten zu Niederberf. Dieses Lehen blieb bis zum Erlöschen der Diede zum Fürstenstein im Mannesstamm im Dezember 1807 im Besitz der Familie. Damit gehörte Niederberf bis 1807 auch zum adligen Gericht Immichenhain der Diede zum Fürstenstein.
Der Ort blieb jedoch weiterhin nahezu unbewohnt: im Jahre 1585 wurde lediglich ein Hausgesess erwähnt, was sich offensichtlich auf die Mühle bezog. Auch in den Jahren 1681 und 1708/10 erscheint als Nieder-Berfhof lediglich die Berfmühle, ab 1777 die Mühle und der Hof.
Im Dezember 1807, nachdem das Kurfürstentum Hessen von Napoleon annektiert und Teil des Königreichs Westphalen geworden war, zog Jérôme Bonaparte, von seines Bruders Gnaden König von Westphalen, Immichenhain nach dem Tod des letzten Freiherrn Diede zum Fürstenstein, Wilhelm Chistoph, als heimgefallenes Lehen ein und gab es, zusammen mit der Burg und Herrschaft Fürstenstein, als erbliches Mannlehen an seinen Günstling Pierre Alexandre le Camus, bei dessen gleichzeitiger Erhebung zum Grafen von Fürstenstein. Bereits am 15. April 1808 wandelte Jérôme das Lehen in Allodialbesitz um. Le Camus verkaufte das Gut Immichenhain am 11. August 1809 an Jérômes Hofmarschall Baron Anne-François Louis Bertrand de Boucheporn. Nach dem Ende des napoleonischen Intermezzos und der Restitution des Kurfürstentums Hessen wurde der Besitz, einschließlich Hof und Mühle in Niederberf am 18. Januar 1814 eingezogen und hessische Staatsdomäne.
1885 gab es dann drei Wohnhäuser (Berfmühle, Kleiner Berfhof und Berfhof) mit insgesamt 25 Bewohnern.
1928 wurde der bis dahin selbständige Gutsbezirk Domäne Immichenhain zum größten Teil nach Immichenhain eingemeindet, während die Berfmühle und die beiden Höfe in das damalige Alt-Hattendorf eingemeindet wurden. Am 1. Oktober 1937 wurden die bisher selbständigen Gemeinden Alt-Hattendorf und Neu-Hattendorf zur Gemeinde Hattendorf zusammengeschlossen.

## Heute
Berfhof und Berfmühle sind bewohnt und bewirtschaftet. Der Berfhof ist eine vierseitige Hofanlage mit einem aus dem späten 18. Jahrhundert stammenden prächtigen, zweigeschossigen Wohnhaus aus Fachwerk auf massivem Kellergeschoss mit zweiseitiger Freitreppe vor dem Portal. Der Hof ist auf Grund der erhaltenen Bausubstanz ein hessisches Kulturdenkmal. Er wird gastgewerblich bewirtschaftet, mit Gästezimmern und einem Naturcampingplatz.
Das Wohnhaus der Berfmühle stammt aus der Mitte des 18. Jahrhunderts, ist in seiner ursprünglichen Substanz gut erhalten und ist ebenfalls ein hessisches Kulturdenkmal.